# Васил Райдовски
Васил Христов Райдовски е български политик от БКП.

## Биография
Роден е на 10 август 1909 г. в пашмаклийското село Устово, тогава в Османската империя, днес квартал на град Смолян. Учи до втори клас и започва работа като обущар в Пловдив. Влиза в БКП. През 1946 г. завършва партийна школа при ЦК на БКП. От 1956 г. е председател на Централния съвет на трудово-производителните кооперации в България. Между 1962 и 1968 г. е член на Централната контролно-ревизионна комисия на ЦК на БКП. Член е на ЦК на БКП от 1966 до 1968 г. Умира на 1 декември 1968 г. в София.